# ماركسية منفتحة
الماركسية المُنفتحة (بالإنجليزية: Open Marxism)‏ هي مدرسة فكرية تعتمد على النقد الاشتراكي التحرري للأحزاب الشيوعية وتؤكد على الحاجة إلى الانفتاح على التطبيق العملي والتاريخ من خلال أسلوب معادٍ للوضعيات يرتكز على الانعكاسية العملية لمفاهيم كارل ماركس. يشير «الانفتاح» في الماركسية المنفتحة أيضاً إلى وجهة نظر غير حتمية للتاريخ تعترف بعدم القدرة على التنبؤ بالصراع الطبقي.

## النقد
بعض النقاد زعموا أن الماركسية المنفتحة هي منفتحة للغاية وماركسية بشكل فضفاض. وبالتالي قد يكون هناك المزيد من التنافر المفاهيمي بين تحليل ماركس لمشاكل القرن التاسع عشر ومشكلات القرن العشرين إلى القرن الحادي والعشرين الخاصة بالعلوم التكنولوجية وهيمنة الحضارة الحديثة على الطبيعة.
يزعم آخرون أن الحسابات الماركسية المنفتحة تميل إلى معاملة الدولة الرأسمالية القومية بشكل تجريدي دون الإشارة إلى التطور غير المتكافئ والمشترك والأشكال الدولية للصراع الطبقي في «النظام العالمي» الرأسمالي.

### قراءة معمقة
- Axelos, K. ([1976] 1961). Alienation, Techne and Praxis in the Thought of Karl Marx. Trans. R. Buzina. Austin: University of Texas Press.
- Axelos, K. (1984). Systematique ouverte (Open Systems). Les Editions de Minuit: Paris.
- Bonefeld, W., Gunn, R., Psychopedis, K. (Eds.)(1992). Open Marxism, vol. 1: Dialectics and History. London: Pluto Press ((ردمك 978-0-7453-0590-5)).
- Bonefeld, W., Gunn, R., Psychopedis, K. (Eds.)(1992). Open Marxism - vol. 2: Theory and Practice. London: Pluto Press ((ردمك 978-0-7453-0591-2)).
- Bonefeld, W., Holloway, J., Psychopedis, K. (Eds.)(1995). Open Marxism - vol. 3: Emancipating Marx. London: Pluto Press ((ردمك 978-0-7453-0864-7)).
- Bonefeld, W., and Psychopedis, K. (Eds.).(2005). Human Dignity: Social Autonomy and the Critique of Capitalism. Aldershot: Ashgate Publishing Ltd.
- Clarke, S. (1983). "State, Class Struggle, and the Reproduction of Capital" نسخة محفوظة 20 يناير 2022 على موقع واي باك مشين.. Kapitalistate. Vol. 10 (11): pg. 118-33.
- Clarke, S. ed. (1991). The State Debate. London: Palgrave Macmillan.
- Cleaver, H. (1977). Reading Capital Politically. Austin, TX: University of Texas Press.
- Holloway, J., Matamoros, F., Tischler, S. (2009). Negativity and Revolution: Adorno & Political Activism. London: Pluto Press ((ردمك 978-987-22929-2-8))
- Holloway, J. (2002). Change the World Without Taking Power: The Meaning of Revolution Today. London: Pluto Press.